# 名立村
名立村（なだちむら）は、かつて新潟県西頸城郡にあった村。

## 歴史
- 1901年（明治34年）11月1日 - 西頸城郡下名立村、上名立村が合併し、名立村が発足。
- 1927年（昭和2年）2月8日 - 大雪のため西平付近で雪崩が発生。民家5軒が押しつぶされて死者12人[1]。
- 1955年（昭和30年）11月1日 - 西頸城郡名立町と合併し、名立町を新設して消滅。